# Теохар Бекирчев
Теохар Бекирчев (на гръцки: Θεοχαρις Mπεκίρτσης) е гръцки революционер, деец на Гръцката въоръжена пропаганда в Македония от началото на XX век.

## Биография
Роден е в южномакедонския град Воден, тогава в Османската империя, днес в Гърция. Присъединява се към четата на Константинос Мазаракис, а после и на Телос Агапинос.